# Бойс (Вірджинія)
Бойс (англ. Boyce) — місто (англ. town) в США, в окрузі Кларк штату Вірджинія. Населення — 749 осіб (2020).

## Географія
Бойс розташований за координатами 39°5′36″ пн. ш. 78°3′37″ зх. д. / 39.09333° пн. ш. 78.06028° зх. д. (39.093195, -78.060212).  За даними Бюро перепису населення США в 2010 році місто мало площу 0,93 км², уся площа — суходіл.

## Демографія
Згідно з переписом 2010 року, у місті мешкало 589 осіб у 216 домогосподарствах у складі 165 родин. Густота населення становила 634 особи/км².  Було 252 помешкання (271/км²).
Расовий склад населення:
| - 86,9 % — білих - 6,3 % — чорних або афроамериканців - 1,2 % — азіатів - 0,3 % — корінних американців - 1,4 % — осіб інших рас |

До двох чи більше рас належало 3,9 %. Частка іспаномовних становила 4,9 % від усіх жителів.
За віковим діапазоном населення розподілялося таким чином: 27,0 % — особи молодші 18 років, 62,8 % — особи у віці 18—64 років, 10,2 % — особи у віці 65 років та старші. Медіана віку мешканця становила 37,9 року. На 100 осіб жіночої статі у місті припадало 97,7 чоловіків;  на 100 жінок у віці від 18 років та старших — 100,9 чоловіків також старших 18 років.
Середній дохід на одне домашнє господарство  становив 86 879 доларів США (медіана — 72 083), а середній дохід на одну сім'ю — 93 885 доларів (медіана — 82 679). За межею бідності перебувало 5,4 % осіб, у тому числі 1,0 % дітей у віці до 18 років та 1,9 % осіб у віці 65 років та старших.
Цивільне працевлаштоване населення становило 370 осіб. Основні галузі зайнятості: освіта, охорона здоров'я та соціальна допомога — 25,7 %, публічна адміністрація — 16,5 %, науковці, спеціалісти, менеджери — 10,8 %, роздрібна торгівля — 10,0 %.